# عوض شهابی‌فر
عوض شهابی‌فر (زادهٔ ۱۳۴۲) سرتیپ سپاه پاسداران انقلاب اسلامی است، که در حال حاضر از فرماندهان ارشد نیروی قدس محسوب می‌شود.
وی فعالیت نظامی را از سال ۱۳۶۰ در خلال جنگ ایران و عراق از نیروی زمینی سپاه پاسداران آغاز کرد. او پس از جنگ در جایگاه‌هایی چون جانشین تیپ‌های ۴۸ فتح، ۴۴ قمر بنی‌هاشم، ۵۷ ابوالفضل و ۴۲ قدر، همچنین فرمانده لشکر ۴ بعثت فعالیت نمود.
شهابی‌فر از ۱۳۸۴ تا ۱۳۸۷ فرمانده تیپ ۴۸ فتح بود و در فاصله سال‌های ۱۳۸۷ تا ۱۳۹۰ به‌عنوان فرمانده سپاه فتح کهگیلویه و بویراحمد فعالیت می‌کرد. وی در سال ۱۳۹۱ به نیروی قدس منتقل شد و دوره‌هایی فرماندهی قرارگاه محمد رسول‌الله سوریه و محورهای عملیاتی عراق علیه داعش و جبهه النصره را برعهده داشت و در سوریه به شدت مجروح شد. او به‌علت عملکردش در جنگ داخلی سوریه نشان فتح دریافت کرد. شهابی‌فر در مهرماه ۱۴۰۳ درجه سرتیپی دریافت کرد.

## درخواست تخریب تندیس آریوبرزن
عوض شهابی‌فر در سال ۱۳۹۰ در جایگاه فرمانده سپاه فتح کهگیلویه و بویراحمد خواستار تخریب تندیس آریوبرزن، واقع در میدان آریوبرزن در شهر یاسوج شد. در پی آن، دادستان یاسوج، فرمان پایین آوردن تندیس را صادر کرد. در همان سال نماینده ولی فقیه در استان کهگیلویه و بویراحمد و شورای شهر یاسوج با برداشن این تندیس مخالفت کردند. شهابی‌فر اعتقاد داشت که دم اسب آریو برزن، مشرف بر تمثال شهیدان است.